# Брустури (Финиш)
Брустури (рум. Brusturi) насеље је у Румунији у округу Бихор у општини Финиш. Oпштина се налази на надморској висини од 556 m.

## Становништво
Према подацима из 2011. године у насељу је живело 7 становника.